# 薄叶双盖蕨
薄叶双盖蕨（学名：Diplazium pin-faense）为蹄盖蕨科双盖蕨属下的一个种。

## 扩展阅读
- 維基物種上的相關：薄叶双盖蕨